# Жульєн Сіко
Жульєн Сіко (фр. Julien Sicot, 20 березня 1978) — французький плавець.
Учасник Олімпійських Ігор 2004 року.
Призер Чемпіонату світу з водних видів спорту 2003, 2007 років.
Призер Чемпіонату Європи з водних видів спорту 1997, 2004 років.
Призер Чемпіонату Європи з плавання на короткій воді 2006 року.